# Prodotia iostoma
Prodotia iostoma là một loài ốc biển, là động vật thân mềm chân bụng sống ở biển trong họ Prodotiidae.